# Walker Run (Susquehanna River)
Der Walker Run (auch bekannt als Beach Haven Creek) ist ein kleiner Fluss im Luzerne County, im US-Bundesstaat Pennsylvania, in den Vereinigten Staaten. Er entspringt etwa 500 Meter südlich des State Game Lands Number 260, fließt anschließend südlich, und mündet bei Beach Haven in den Susquehanna River.